# Nephrotoma gaganboi
Nephrotoma gaganboi är en tvåvingeart som beskrevs av Tangelder 1984. Nephrotoma gaganboi ingår i släktet Nephrotoma och familjen storharkrankar. Inga underarter finns listade i Catalogue of Life.